# Diego de Rojas
Pour les articles homonymes, voir Rojas.
Diego de Rojas, né en 1500 à Burgos et mort en 1544 à Santiago del Estero, est un conquistador espagnol.

## Biographie
Né en 1500 à Burgos, il arrive en Amérique avec les troupes de Pedro de Alvarado. Il dirige de dangereuses missions d'explorations de rivières, à la frontière du Guatemala et du Mexique. 
Il prend part à la conquête du Salvador. En 1536, il arrive au Pérou. Sous les ordres du gouverneur Cristóbal Vaca de Castro, il explore le sud du pays. En 1538, il devient gouverneur de la province de Charcas, et est désigné par Francisco Pizarro, pour une mission d'exploration dans le Gran Chaco. Il découvre en 1543 ce qui est aujourd'hui Córdoba. Rojas participe aux guerres contre la tribu Calchaquí. Alors qu'il explore la puna jujeña, il est assassiné dans une bagarre à Santiago del Estero.